# Будённый, Семён Михайлович
Семён Миха́йлович Будённый (13 (25) апреля 1883, Козюрин, Калмыцкий округ, область Войска Донского, Российская империя — 26 октября 1973, Москва, РСФСР, СССР) — советский военный деятель и полководец, один из создателей кавалерии в РСФСР и СССР и один из первых Маршалов Советского Союза (1935), трижды Герой Советского Союза (1958, 1963, 1968). Командующий Первой конной армией РККА в годы Гражданской войны. В первые годы Великой Отечественной войны командовал войсками стратегических направлений и фронтов.
Полный кавалер Георгиевского креста и Георгиевской медали, кавалер восьми орденов Ленина.
Образы Будённого и его соратников получили широкое распространение в советской и в антисоветской пропаганде, а также в многочисленных книгах, фильмах, произведениях живописи и музыки. Бойцы Первой конной армии известны под собирательным названием «будённовцы». По инициативе Семёна Будённого для комплектования кавалерии ВС Союза ССР отечественными лошадьми с улучшенными качествами были созданы 1-й конный завод, МЗИКК, Терская порода и т. д.

## Биография

### Происхождение
Родился на хуторе Козюрин Калмыцкого округа области Войска Донского. Родители — бедные иногородние крестьяне Михаил Иванович (1862—1919) и Меланья Никитовна (1859—1944) родом из Бирюченского уезда Воронежской губернии.
С детства отлично владел конём и холодным оружием, в 1900 году при посещении военным министром А. Н. Куропаткиным станицы Платовской получил в награду рубль серебром за показанную отличную джигитовку.

### Служба в армии

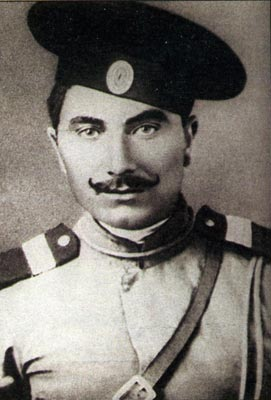
С. М. Будённый во время службы в Русской императорской армии

В сентябре 1903 года призван в Русскую императорскую армию. В январе 1904 года прибыл на срочную службу в Маньчжурию на пополнение 26-го Донского казачьего полка. В его составе участвовал в русско-японской войне 1904—1905 годов. После окончания войны в 1905 году продолжил службу в Приморском драгунском полку, там же остался на сверхсрочную. Полк стоял в селе Раздольном недалеко от Владивостока.
В середине 1930-х годов в эмиграции опубликовал свои воспоминания полковник Георгий Адамович Гоштовт, под командованием которого одно время служил С. М. Будённый, в них он характеризует Будённого положительно: «Грамотный способный молодой солдат, прекрасный ездок Будённый был назначен в учебную команду, которую окончил весьма успешно. В 1907 году был произведён в младшие унтер-офицеры. Толковый, спокойный, знавший лошадей он был командирован в г. Хабаровск на должность старшего по конюшне штаба Приамурского округа. В ноябре 1908 года он был уволен в запас, причем довольное им начальство наградило третьей нашивкой, то есть чином старшего унтер-офицера».
В 1907 году как лучший наездник полка отправлен в Петербург, в Офицерскую кавалерийскую школу на курсы наездников для нижних чинов, которые окончил в 1908 году с производством в чин старшего унтер-офицера. До 1914 года служил в Приморском драгунском полку (по другим данным, уволился в запас по выслуге срока срочной службы и жил в родных местах, работая в коннозаводческих хозяйствах).
Первая мировая война застала Будённого в отпуске (по другим данным, в запасе) на родине, откуда он явился на сборный пункт и был направлен в запасной кавалерийский дивизион в Армавире. Там его зачислили в состав 18-го драгунского Северского полка Кавказской кавалерийской дивизии в составе которой воевал на германском, австрийском и кавказском фронтах, за храбрость награждён «полным Георгиевским бантом» — Георгиевскими крестами четырёх степеней и Георгиевскими медалями четырёх степеней: IV степени в ноябре 1914 года — а после его лишения повторно в начале 1915 года, III степени в январе 1916 года за бои на Месопотамском фронте, II степени в феврале 1916 года за удачную разведку там же, I степени в марте 1916 года за пленение турецкого офицера у Керманшаха.
Первый солдатский Георгиевский крест — 4-й степени — унтер-офицер Будённый получил за захват немецкого обоза и пленных 8 ноября 1914 года. Согласно официальной советской биографии маршала, по приказу командира эскадрона ротмистра Крым-Шамхалов-Соколова, Будённый должен был возглавить разведывательный взвод численностью 33 человека, с задачей вести разведку в направлении местечка Бжезины. Вскоре взвод обнаружил большую обозную колонну немецких войск, двигавшуюся по шоссе. На неоднократные донесения ротмистру об обнаружении обозов противника, был получен категорический приказ продолжать скрытно вести наблюдение. После нескольких часов наблюдения за перемещением противника, Будённый принимает решение атаковать один из обозов. Внезапной атакой из леса взвод напал на роту сопровождения, вооружённую двумя станковыми пулемётами и разоружил её. Двое офицеров, оказавших сопротивление, были зарублены. Всего в результате было захвачено около двухсот пленных, из них два офицера, повозка с револьверами разных систем, повозка с хирургическими инструментами и тридцать пять повозок с тёплым зимним обмундированием. Потери взвода составили два человека убитыми. Дивизия к тому времени успела далеко отступить, и взвод с обозом на третий день догнал свою часть. За этот подвиг весь взвод (как и второй взвод под командованием Соколова) был награждён Георгиевскими крестами и медалями. Получил орден Святого Георгия 4-й степени и сам командир эскадрона ротмистр М. А. Крым-Шамхалов-Соколов.
После передислокации дивизии на Кавказский фронт, приказом по дивизии был лишён своего первого Георгиевского креста 4-й степени, полученного им на Германском фронте, за рукоприкладство к старшему по званию — вахмистру Хестанову, который перед этим оскорбил и ударил Будённого в лицо. Снова получил крест 4-й степени на турецком фронте, весной 1915 года. В бою за город Ван, находясь в разведке со своим взводом, проник в глубокий тыл расположения противника, и в решающий момент боя атаковал и захватил его батарею в составе трёх пушек. Крест 3-й степени получил в январе 1916 года за участие в атаках под Менделиджем. В марте 1916 года Будённый награждён крестом 2-й степени. В июле 1916 года Будённый получил Георгиевский крест 1-й степени, за то, что с четырьмя товарищами привёл из вылазки в тыл врага 7 турецких солдат.
Летом 1917 года вместе с Кавказской кавалерийской дивизией прибыл в Минск, где был избран (по его словам) председателем полкового комитета и заместителем председателя дивизионного комитета. Однако в сохранившихся в архивах списках полкового и дивизионного комитетов фамилия Будённого не значится. В августе 1917 года вместе с М. В. Фрунзе руководил, согласно советской историографии, разоружением эшелонов корниловских войск в Орше. После Октябрьской социалистической революции вернулся на Дон, в станицу Платовскую, где был избран членом исполнительного комитета Сальского окружного Совета и назначен заведующим окружным земельным отделом.

### Гражданская война
23 февраля 1918 года Будённый создал революционный конный отряд, действовавший против белогвардейцев на Дону, который влился в 1-й крестьянский кавалерийский социалистический полк под командованием Б. М. Думенко, в котором Будённый был назначен заместителем командира полка.
Полк впоследствии вырос в бригаду, а в марте 1919 года — в 4-ю кавалерийскую дивизию, успешно действовавшую под Царицыном в 1918 — начале 1919 года.

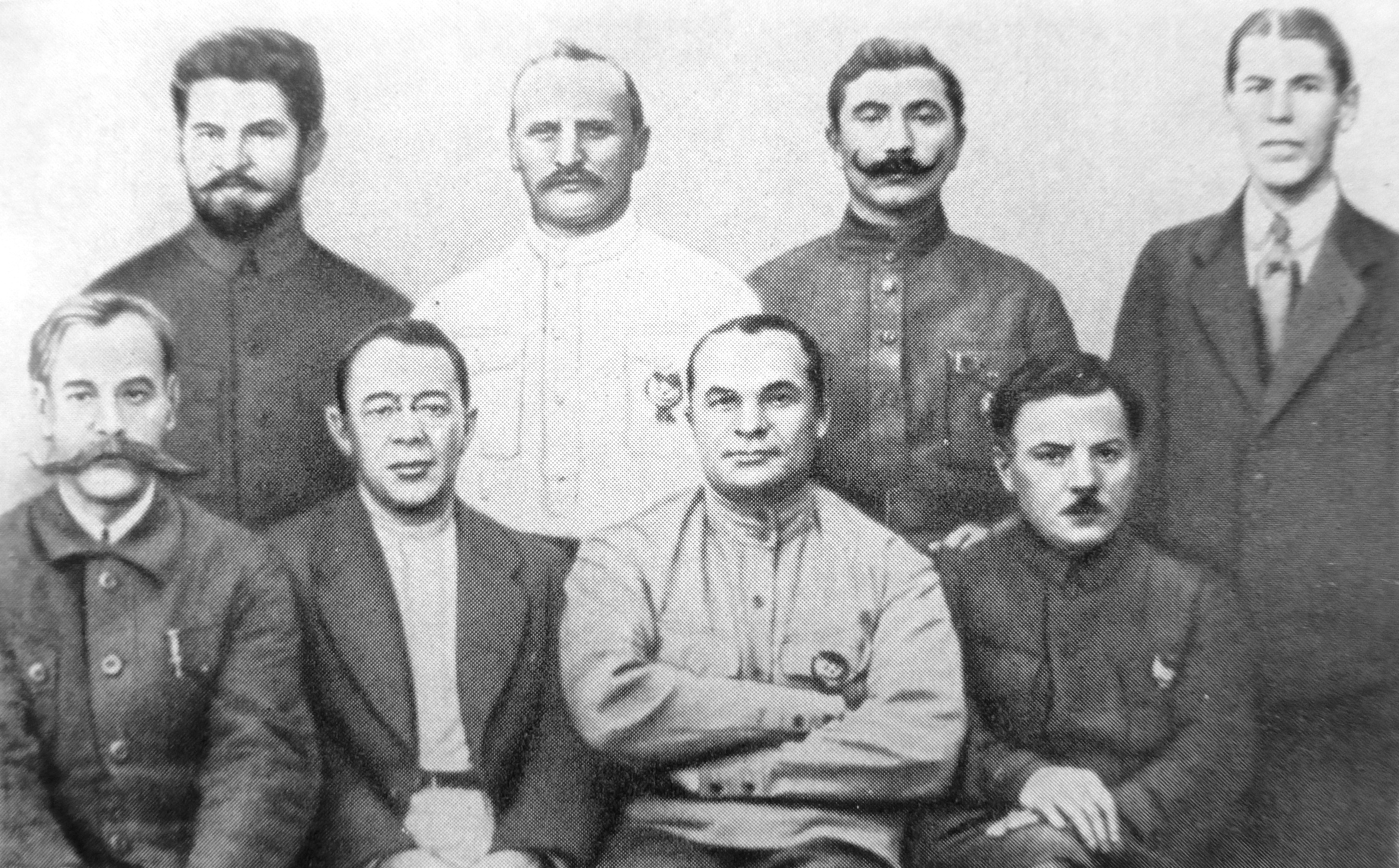
Командиры 1-й Конной армии в Полевом штабе РККА. Стоят: П. П. Лебедев, Н. Н. Петин, С. М. Будённый, Б. М. Шапошников; сидят: С. С. Каменев, С. И. Гусев, А. И. Егоров, К. Е. Ворошилов

Реввоенсовет 1-й Конной армии: К. Е. Ворошилов, С. М. Будённый, Е. А. Щаденко (1920 год)

Во второй половине июня 1919 года в Красной армии было создано первое крупное кавалерийское соединение — 1-й Конный корпус, участвовавшее в августе 1919 года в верховьях Дона в упорных боях с Кавказской армией генерала П. Н. Врангеля, дошедшее до Царицына и переброшенное к Воронежу, в Воронежско-Касторненской операции 1919 года вместе с дивизиями 8-й армии одержавшее победу над казачьими корпусами генералов Мамонтова и Шкуро. Части корпуса заняли город Воронеж, закрыв 100-километровую брешь в позициях войск Красной армии на московском направлении. Победы Конного корпуса Будённого над войсками генерала Деникина под Воронежем и Касторной ускорили разгром противника на Дону.
Войска под командованием Будённого (14-я кавалерийская дивизия О. И. Городовикова) принимали участие в разоружении Донского корпуса Ф. К. Миронова (будущего командующего 2-й Конной армией), выступившего на фронт против А. И. Деникина, якобы за попытку контрреволюционного мятежа.
19 ноября 1919 года командование Южного фронта на основании решения реввоенсовета Республики подписало приказ о формировании на основе Конного корпуса 1-й Конной армии. Командующим этой армией был назначен С. М. Будённый. 1-я Конная армия, которой он руководил по октябрь 1923 года, сыграла важную роль в ряде крупных операций Гражданской войны по разгрому войск Деникина и Врангеля в Северной Таврии и Крыму.
В январе 1920 года в ходе наступления на северном Кавказе 1-я Конная под командованием Будённого дважды потерпела поражение от кавалерии белых: 6 (19) января 1920 года под Ростовом от генерала Топоркова и через 10 дней от конницы генерала Павлова в боях на реке Маныч 16 (29) января — 20 января (2 февраля) 1920 года, когда Будённый потерял 3 тыс. сабель и был вынужден бросить всю свою артиллерию. Однако итогом Северо-Кавказской операции было окончательное установление Советской власти на большей части территории Северного Кавказа. Донская и Кубанская армии белых были практически полностью уничтожены: 164 тысячи солдат и офицеров взяты в плен, трофеями красных стали 540 орудий, 23 бронепоезда, 17 танков, 30 самолётов, огромное количество боеприпасов и военного имущества.
Обвинение в грабежах в Ростове-на-Дону
После занятия города 1-й Конной начались массовые грабежи и разложение армии. В феврале 1920 года из штаба 8-й армии, которая вместе с армией Буденного заняла Ростов-на-Дону, в Москву ушла телеграмма следующего содержания:
Армия Буденного разлагается с каждым днем. Установлены грабежи, пьянство, пребывание в штабе подозрительных женщин, по слухам, были случаи убийства наиболее сознательных товарищей. Буденный перестает считаться с кем-либо. Бесчинства, творимые им на жел. дор., совершенно невероятны: непрерывные захваты топлива, паровозов, вагонов экстренных поездов, расхищение трофейного имущества. За каждой частью следует хвост вагонов, наполненных женщинами и награбленным имуществом. По заявлению тов. Миронова, число таких вагонов около 120 на дивизию.
Темпы наступления были сорваны. Наркомвоен Троцкий потребовал ареста комменданта города А. Я. Пархоменко и предания его суду; спасло Пархоменко лишь заступничество Сталина.
Советско-польская война
В советско-польской войне 1-я конная участвовала в Киевской операции, затем безуспешно пыталась захватить Львов. В боях под Варшавой армия Будённого потерпела жестокое поражение от польской регулярной кавалерии в битве при Комарове. Отступление буденновцев от Варшавы было отмечено массовыми грабежами и насилием над гражданским населением. В этот период некоторые части 1-й Конной армии запятнали себя погромами еврейских местечек. За эти погромы по приказу Будённого виновные части были разоружены, включая 31-й, 32-й и 33-й полки 6-й кавалерийской дивизии, около 400 виновных отданы под трибунал и приговорены к расстрелу или к принудительным работам на срок от 5 до 20 лет, командование дивизии (включая начдива И. Р. Апанасенко) за непринятие мер против погромов заменено.

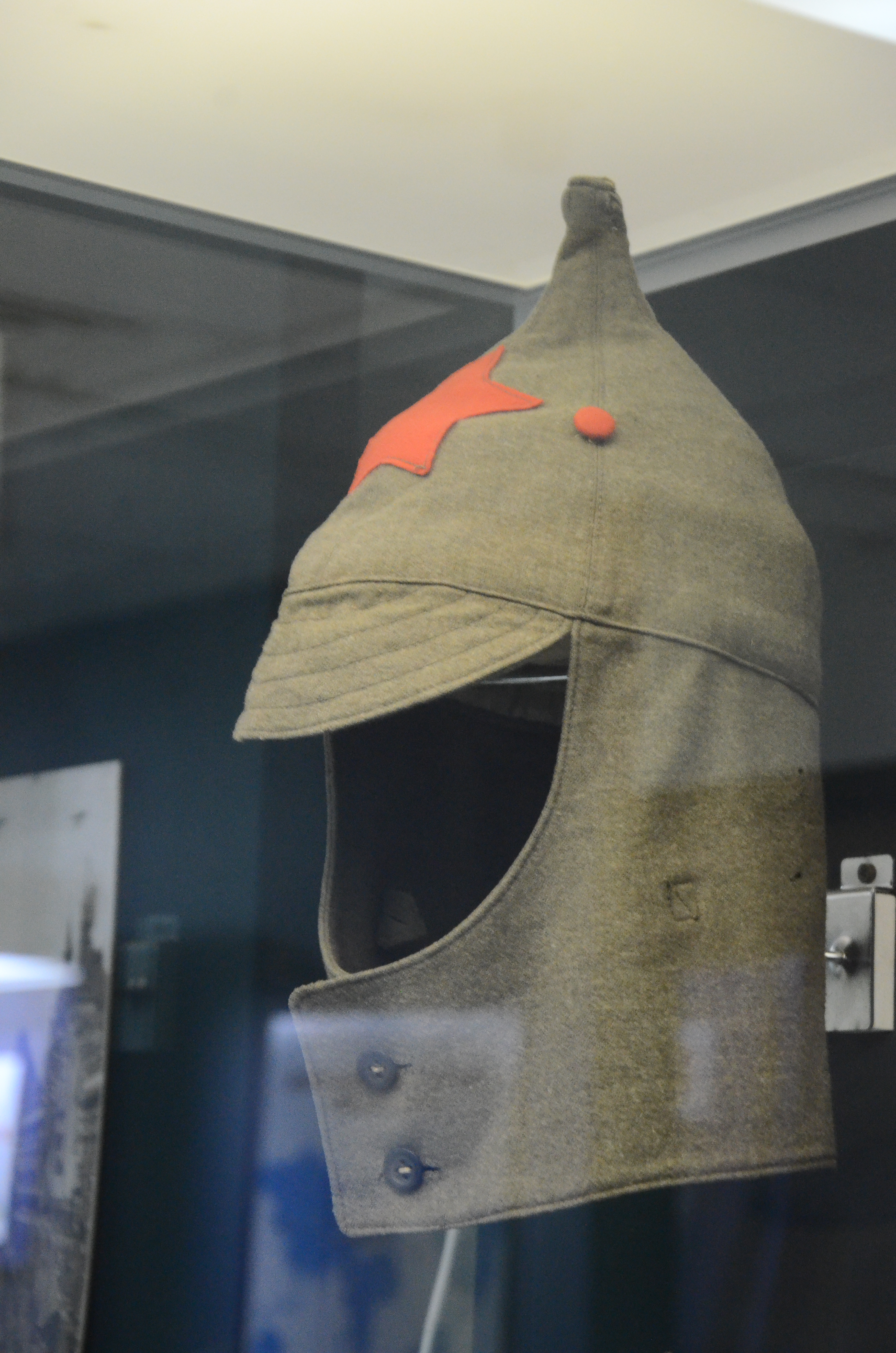
Будёновка

В годы Гражданской войны в России в качестве головного убора в Красной армии был утверждён суконный шлем, со временем получивший неофициальное название «будёновка» (на илл.)

### Межвоенное время

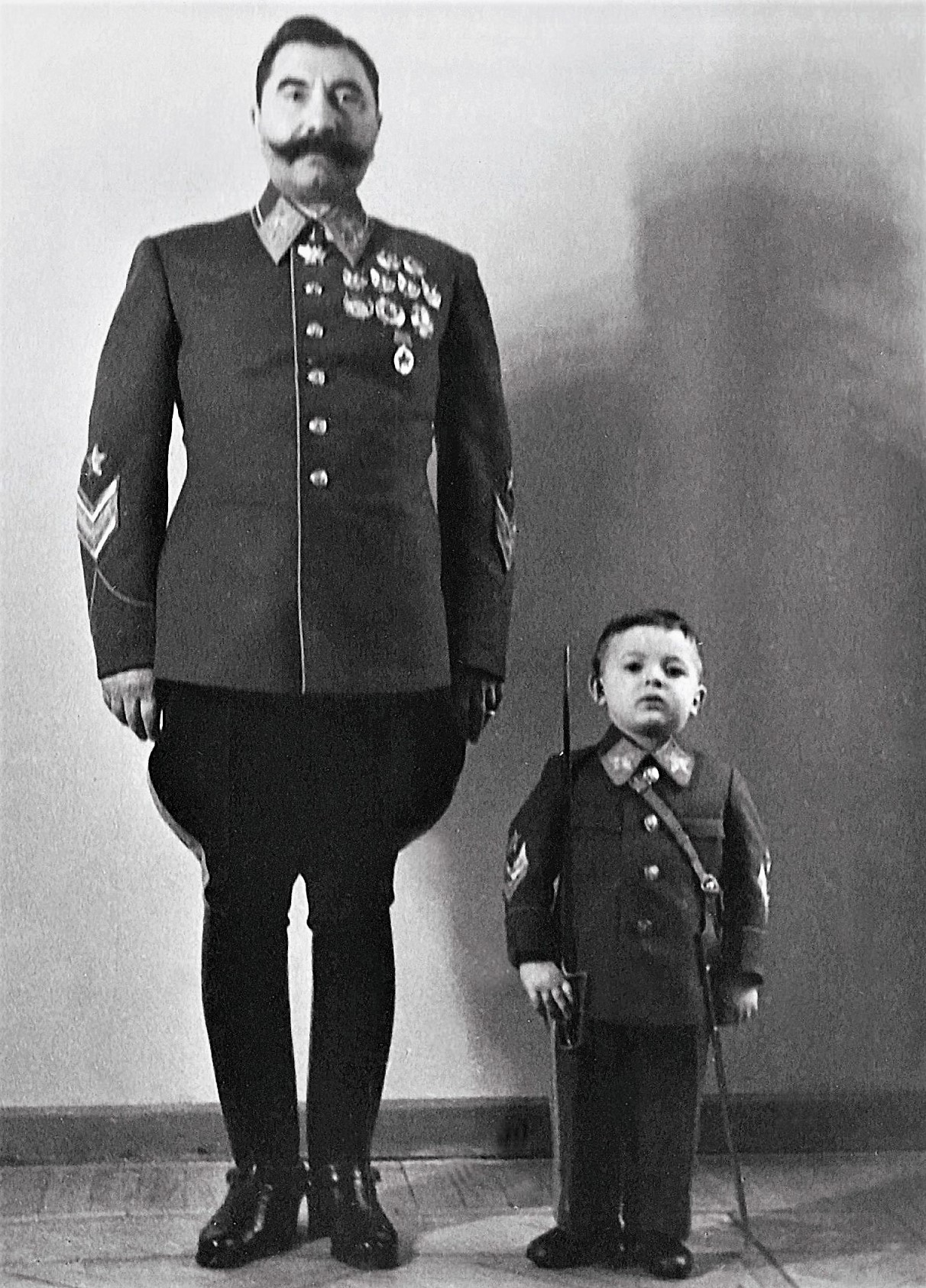
Маршал Будённый с сыном Сергеем

В 1921—1923 годах Будённый — член РВС, а затем заместитель командующего Северо-Кавказским военным округом. Провёл большую работу по организации и руководству конными заводами Союза ССР, которые в результате многолетней работы вывели новые породы лошадей — будённовскую и терскую. В 1923 году Будённый стал «крёстным отцом» Чеченской автономной области: надев шапку бухарского эмира, с красной лентой через плечо он приехал в Урус-Мартан и по декрету ВЦИКа объявил Чечню автономной областью.
В 1923 году Будённый назначается помощником главнокомандующего Красной армией по кавалерии и членом РВС СССР. В 1924—1937 годах он инспектор кавалерии РККА. С 1 июля 1928 года один из организаторов и редактор журнала «Коневодство и коннозаводство». В 1930 году курировал создание Московского зоотехнического института коневодства и коннозаводства в Успенском на базе Опытного конного завода. В 1932 году оканчивает Военную академию им. М. В. Фрунзе. При этом в рамках изучения новых современных методов борьбы с противником — в 1931 году совершает свой первый прыжок с парашютом.
По утверждению А. И. Солженицына, в 1930—1931 годах Будённый подавлял антисоветские восстания казахов.
22 сентября 1935 года «Положением о прохождении службы командным и начальствующим составом РККА» были введены персональные воинские звания. В ноябре 1935 года ЦИК и Совнарком СССР присвоил пяти крупнейшим советским полководцам новое воинское звание Маршала Советского Союза. В их числе был и Будённый.
Участие в сталинских репрессиях
На февральско-мартовском (1937) пленуме ЦК ВКП(б) при обсуждении вопроса о Н. И. Бухарине и А. И. Рыкове выступил за их исключение из партии, «предание суду и расстрел», в мае 1937 года при опросе об исключении из партии М. Н. Тухачевского и Я. Э. Рудзутака написал: «Безусловно, за. Нужно этих мерзавцев казнить». Вошёл в состав Специального судебного присутствия Верховного суда СССР, которое 11 июня 1937 года рассмотрело дело так называемого «военно-фашистского заговора» (дело М. Н. Тухачевского и других) и приговорило военачальников к расстрелу.
Однако и на самого Будённого усиленно собирался компромат, своеобразный итог этой работы подвёл заместитель начальника 3-го Управления НКВД СССР А. Н. Клыков в справке о Будённом на имя наркома НКВД Л. П. Берия. Так, по мнению чекистов, Будённый «был участником и членом руководства антисоветской организации правых в СССР», «возглавлял антисоветские организации в коннице и среди казачества», «в планах руководства военно-фашистского заговора ему была отведена роль руководителя антисоветского подполья среди казачества». Об «антисоветской деятельности» Будённого ещё с начала 20-х годов были собраны показания от А. И. Егорова, П. Е. Дыбенко, М. К. Левандовского, Н. Д. Каширина, Д. Ф. Сердича, С. Е. Грибова, М. Д. Великанова, А. И. Седякина и многих других лиц, включая его бывшую жену. Кроме того, НКВД обвиняло Будённого в шпионаже в пользу Англии, Польши, Италии и Германии.
Во главе Московского военного округа
С июня 1937 по август 1940 года командовал войсками Московского военного округа, одновременно с марта 1938 года являлся членом Главного военного совета НКО СССР. Кроме того, с марта 1939 года был заместителем наркома обороны СССР, а с 15 августа 1940 года — первым заместителем наркома обороны СССР. Будённый отмечал важную роль кавалерии в манёвренной войне, в то же время выступая за техническое перевооружение армии, инициировал формирование конно-механизированных соединений. Преобладающим в предвоенные годы было мнение, что кавалерия не может составить серьёзной конкуренции танковым и моторизованным соединениям на поле боя. В результате из имевшихся в СССР к 1938 году 32 кавалерийских дивизий и 7 управлений корпусов к началу войны осталось 13 кавалерийских дивизий и 4 корпуса. Однако, по мнению ряда историков, опыт войны показал, что с сокращением кавалерии поспешили.

### Великая Отечественная война
Во время Великой Отечественной войны, оставаясь первым заместителем наркома обороны СССР, входил в состав Ставки Верховного Главнокомандования (23 июня 1941 — 10 февраля 1945). Вечером 21 июня 1941 года был назначен командующим так называемой группой «армий второй линии» со штабом в Брянске (член Военного совета — секретарь ЦК ВКП(б) Г. М. Маленков).

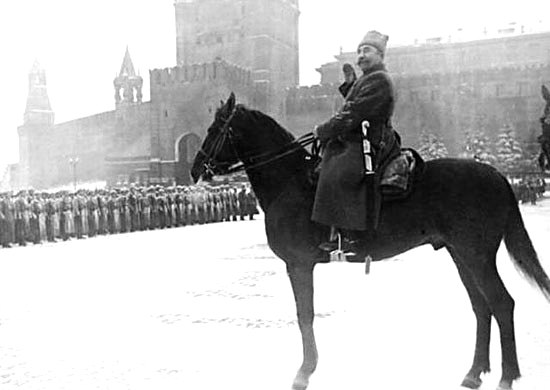
Военный парад на Красной площади 7 ноября 1941 г. Принимает парад член Ставки Верховного Главнокомандования Маршал Советского Союза С. М. Будённый. С этого парада войска уходили прямо на передовые позиции для защиты Москвы

22 июня Буденный и Маленков выехали в Брянск. С 25 июня 1941 года командовал группой армий резерва Ставки ВГК на западном направлении (19-я, 20-я, 21-я и 22-я армии), которая начала срочное развёртывание по рубежу рек Западная Двина — Днепр. Однако ввиду катастрофического развития событий на Западном фронте в Белоруссии, 1 июля 1941 года группа армий Будённого была расформирована, все его армии переданы Западному фронту, а сам Будённый в тот же день назначен заместителем командующего Западным фронтом.

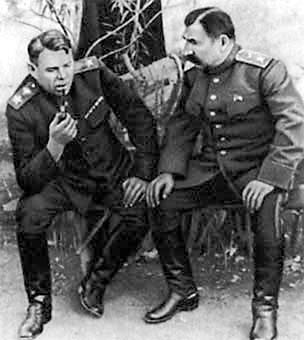
Маршалы Советского Союза С. М. Будённый (справа) и А. М. Василевский. 1943 г.

По рекомендации Будённого советское командование летом 1941 года приступило к формированию новых кавалерийских дивизий, к концу года было дополнительно развёрнуто свыше 80 кавалерийских дивизий лёгкого типа (по другим сведениям, это было сделано по инициативе Г. Жукова).
С 10 июля по 12 сентября 1941 года маршал Будённый был главнокомандующим войсками Юго-Западного направления (объединяло Юго-Западный и Южный фронты), стоящих на пути немецкого вторжения на территорию Украинской ССР. В начале сентября в ходе Киевской стратегической оборонительной операции Будённый отправил телеграмму в Ставку с предложением отвести войска из Киевского выступа в связи с угрозой их окружения, в то же самое время командующий фронтом М. П. Кирпонос информировал Ставку о том, что у него нет намерений отводить войска. В результате Будённый был отстранён Сталиным от должности главнокомандующего Юго-Западным направлением и заменён С. К. Тимошенко. Однако события последующих дней показали правоту Будённого — основные силы Юго-Западного фронта оказались в окружении именно таким образом, об опасности которого он предупреждал Ставку.

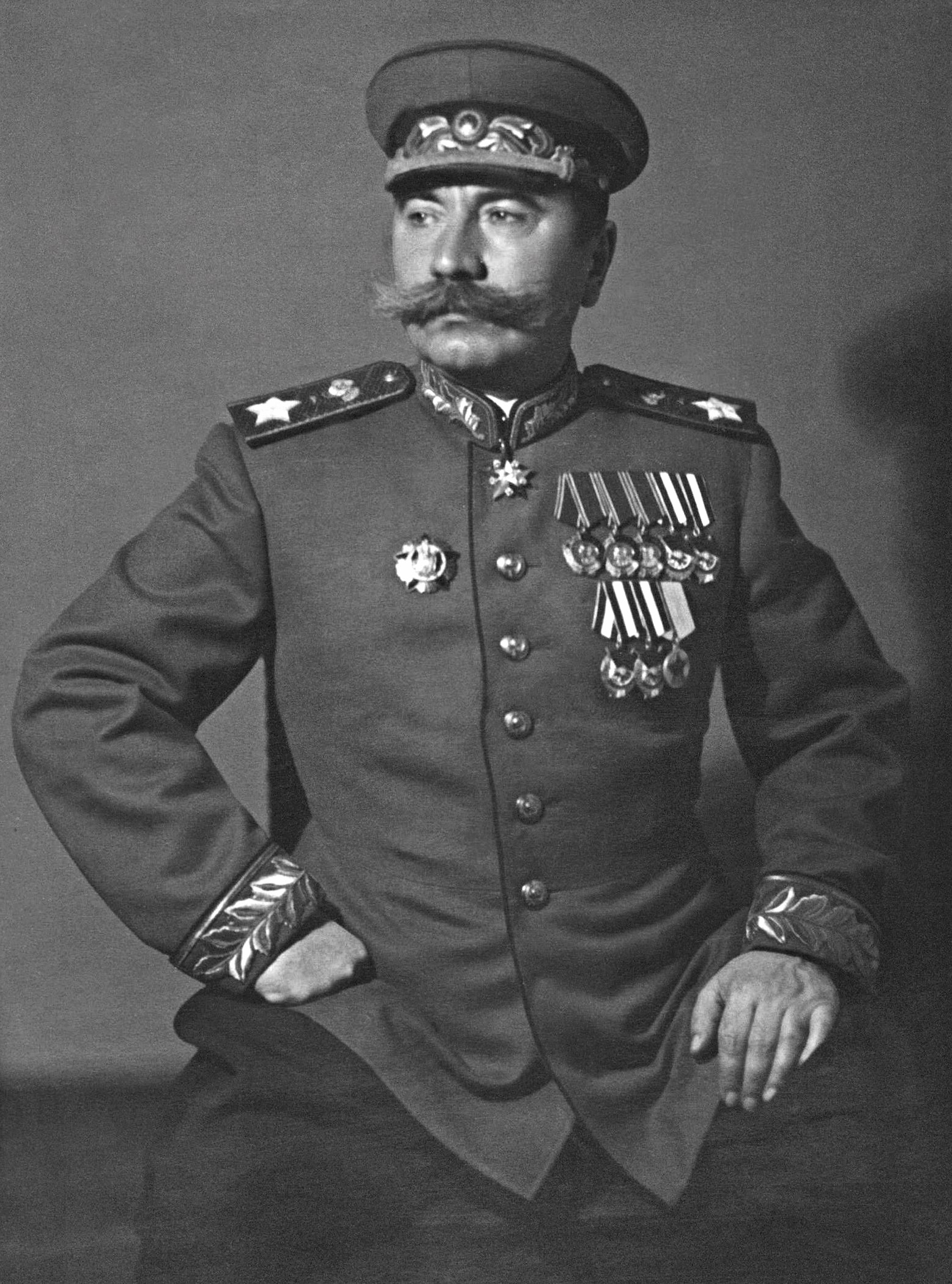
Маршал Советского Союза С. М. Будённый в 1944 году

С 13 сентября 1941 года — командующий Резервным фронтом. В первые дни битвы за Москву войска фронта в ходе начавшегося немецкого генерального наступления на Москву (операция «Тайфун») попали в «Вяземский котёл» и большей частью были разгромлены. 8 октября 1941 года Будённый был отстранён от командования фронтом и заменён на Г. К. Жукова. Находился в распоряжении Ставки ВГК, выполнял её многочисленные поручения: уполномоченный Государственного комитета обороны СССР по формированию, обучению и сколачиванию частей на территории Северо-Кавказского и Сталинградского военных округов (октябрь 1941 — март 1942), председатель Центральной комиссии по сбору трофейного вооружения и имущества (март — апрель 1942). Принимал военный парад на Красной площади 7 ноября 1941 года в Москве, за подготовку которого он также был ответственным.
С 21 апреля по 19 мая 1942 года — главком войск Северо-Кавказского направления (ему подчинялись Крымский фронт, Севастопольский оборонительный район, Северо-Кавказский военный округ, Черноморский флот и Азовская военная флотилия). После Керченской катастрофы войск Крымского фронта главное командование было расформировано, а Будённый 20 мая назначен командующим вновь сформированным Северо-Кавказским фронтом. На этом посту осуществлял общее руководство войсками в ходе обороны Севастополя, а с июня 1942 года участвовал в оборонительном этапе начавшейся битвы за Кавказ. В связи с тяжёлыми поражениями войск фронта он был расформирован 4 сентября 1942 года, а Будённый отозван в Москву.
С августа 1942 по 20 мая 1943 года являлся заместителем народного комиссара обороны СССР. С января 1943 года — командующий кавалерией Красной армии, а в 1947—1953 годах одновременно — заместитель наркома (с марта 1946 года — министра) земледелия СССР по коневодству. До конца войны более к командной работе на фронте не привлекался, но часто выезжал на фронты для инспектирования кавалерийских частей, проверки их боеготовности и оценки их участия в боевых операциях; также отвечал за формирование новых кавалерийских корпусов. В 1943 году по инициативе Будённого был воссоздан Московский зоотехнический институт коневодства.
Согласно документам, опубликованным писателем В. В. Карповым, в июле 1942 года в московской квартире Будённого была установлена аппаратура для прослушивания разговоров, демонтированная только после ареста Л. П. Берии в июле 1953 года (тогда же аналогичная аппаратура была установлена в квартирах Г. К. Жукова и С. К. Тимошенко).

### Послевоенная деятельность

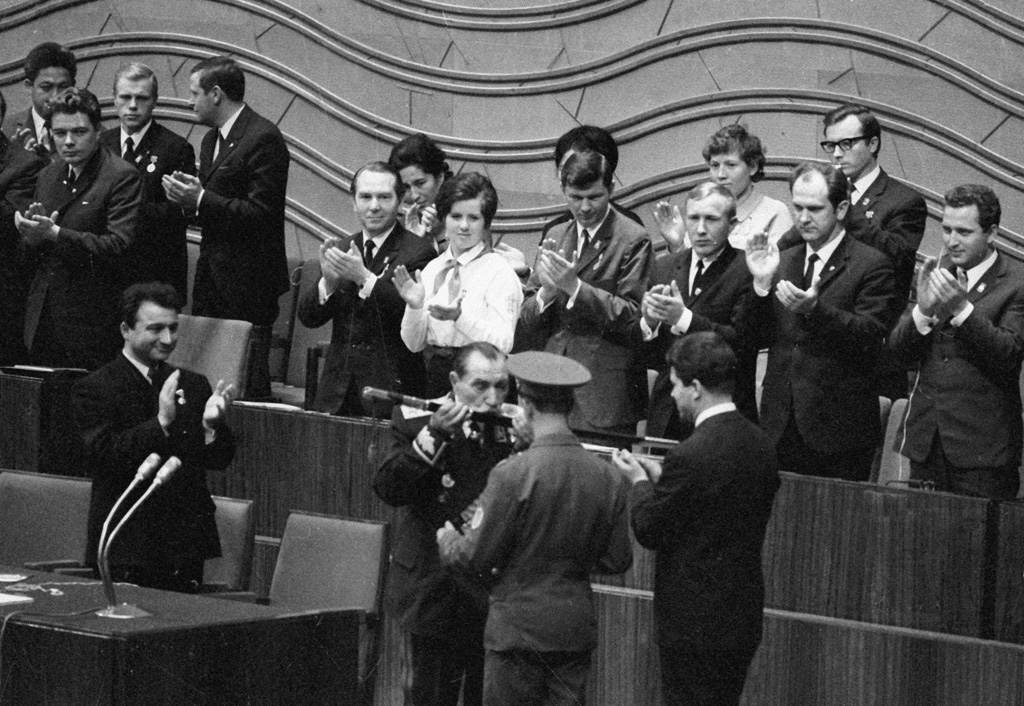
Маршал Советского Союза С. М. Будённый вручает комсомольцам свою боевую шашку на XVI съезде ВЛКСМ. 1970 год. Второй справа в первом ряду — Б. К. Пуго

Несколько лет после войны работал на прежних должностях. С мая 1953 по сентябрь 1954 года — инспектор кавалерии Советской армии. В сентябре 1954 года за критические высказывания на одном из застолий в адрес Н. С. Хрущёва персональное дело маршала Будённого было рассмотрено на заседании Президиума ЦК КПСС и было принято решение о снятии его с должности, увольнении в отставку и наложении партийного взыскания. После покаянного письма маршала в Президиум ЦК КПСС от 26 октября 1954 года его вопрос был рассмотрен вторично и пункт решения об увольнении Будённого из армии был отменён. С октября 1954 года — в распоряжении министра обороны СССР, член Президиума ЦК ДОСААФ, председатель его наградной комиссии. Был также председателем общества советско-монгольской дружбы. Указами Президиума Верховного Совета СССР от 1 февраля 1958 года, 24 апреля 1963 года и 22 февраля 1968 года удостоен звания Героя Советского Союза.
Член ЦК КПСС в 1939—1952 годах (кандидат в 1934—1939 годах и 1952—1973 годах). Член ВЦИК и ЦИК СССР. Депутат Верховного Совета СССР 1—8-го созывов, с 1938 года член Президиума Верховного Совета СССР.
Любимый конь Будённого по кличке Софист увековечен в памятнике М. И. Кутузову работы скульптора Н. В. Томского, установленном в Москве перед музеем-панорамой «Бородинская битва».
Семён Михайлович Будённый скончался 26 октября 1973 года, на 91-м году жизни, в Москве, от кровоизлияния в мозг. 30 октября похоронен на Красной площади в Москве у Кремлёвской стены. На могиле установлен памятник. Вдова Будённого Мария Васильевна, которая была моложе его на 33 года, умерла в 2006 году в возрасте 90 лет. Похоронена на Новодевичьем кладбище.

## Семья
Будённый был женат трижды.
- С первой женой, Надеждой Ивановной, казачкой из соседней станицы, обвенчался в 1913 году. Во время Гражданской войны она служила вместе с ним, заведовала снабжением в медицинской части. Надежда погибла 8 декабря 1925 года в возрасте 34 лет от несчастного случая в результате неосторожного обращения с оружием, что произошло при свидетелях[источник не указан 591 день]. Похоронена на Ваганьковском кладбище.
- Повторно женился, по одним данным, на второй день после её гибели[5], а по другим — менее чем через год[43]. Вторая жена Будённого, Ольга Стефановна Михайлова, была оперной певицей, на 20 лет моложе супруга и также вела бурную жизнь с многочисленными романами и посещением иностранных посольств, привлекая пристальное внимание НКВД. Она была арестована в 1937 году по обвинению в шпионаже и в попытке отравить маршала. Следствие вынудило Ольгу Стефановну давать показания против Буденного, утверждая, что он уже в тюрьме, уже изобличен, изобличил её[44]. По её собственным словам подвергалась многочисленным издевательствам и насилию[43], была приговорена сначала к лагерям, а затем к ссылке. Освобождена в 1956 году при содействии самого Будённого, который перевёз её в Москву и содержал[5][43]. При жизни Сталина Будённый не делал попыток облегчить её судьбу, поскольку ему сказали, что она умерла в тюрьме[45][неавторитетный источник]. Могила матери и третьей жены Будённого на Новодевичьем кладбище

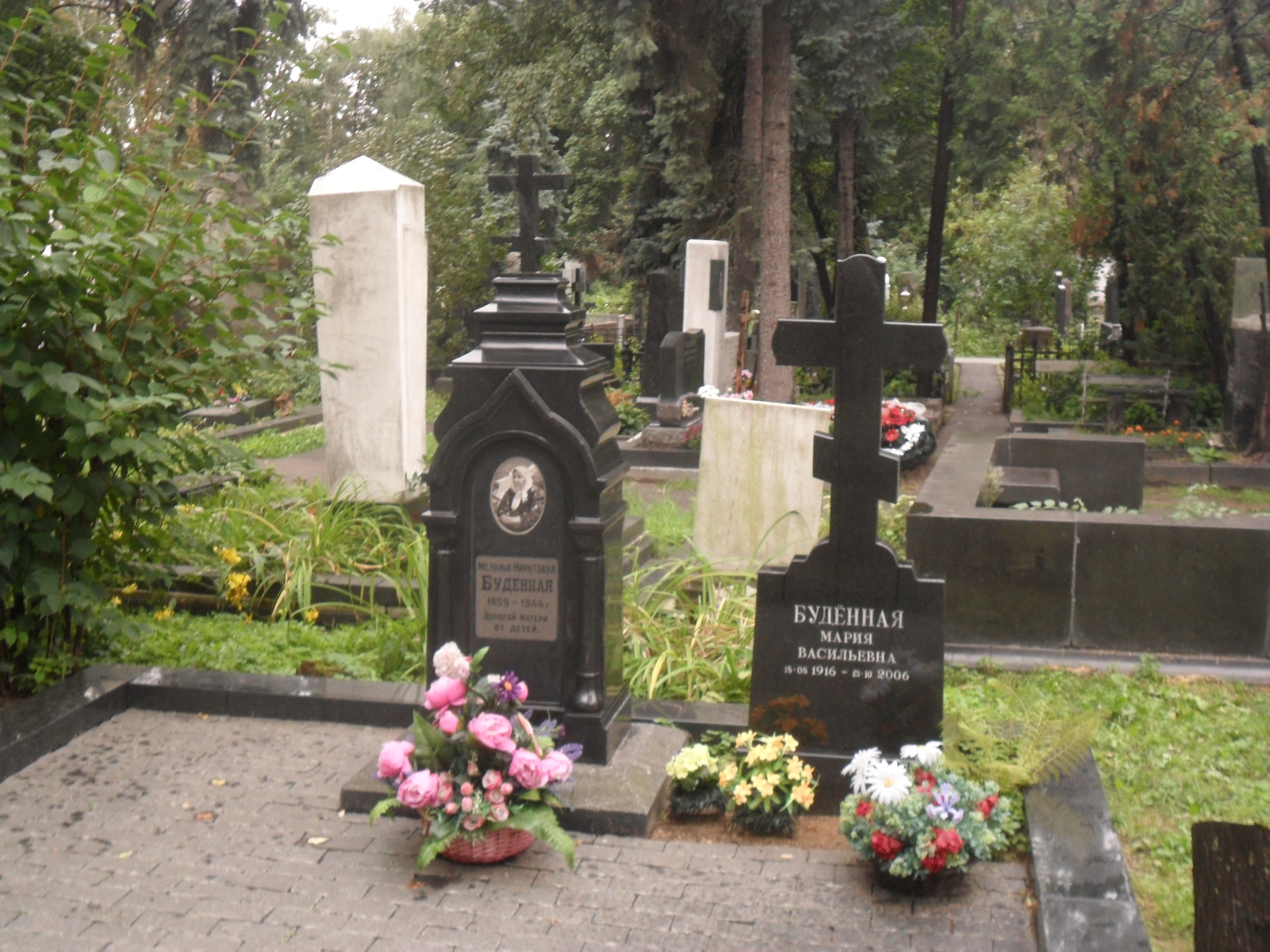
Могила матери и третьей жены Будённого на Новодевичьем кладбище

- Вскоре Будённый женился в третий раз на Марии Васильевне (1916—2006), двоюродной сестре арестованной второй жены при посредничестве своей же тёщи, оставшейся жить вместе с ними[43]. Третий брак оказался счастливым и многодетным:
  - 13 августа 1938 года родился сын, Сергей Семёнович Будённый. Прошёл весь путь от курсанта до полковника Главного разведывательного управления Генерального штаба Вооружённых сил СССР. Умер в 55 лет.
    - внук — Алексей Сергеевич Будённый (род. 1959),
    - внук — Семён Сергеевич Будённый (род. 1967).

  - 6 сентября 1939 года на свет появилась дочь Нина, впоследствии — художница; в своём первом браке была замужем за советским и российским актёром Михаилом Державиным (1936—2018), во втором — за советским и российским художником, академиком АХ СССР (1973), президентом РАХ (1991—1997) Н. А. Пономарёвым (1918—1997).
    - внучка Мария Михайловна Будённая (род. 1963).
      - правнуки: Пётр и Павел Золотарёвы.

  - 3 июля 1944 года родился ещё один сын, Михаил Семёнович Будённый (1944—2024[46]). После окончания Московского энергетического института начал работать по линии Внешторга СССР, где служил всю жизнь. Президент Федерации конного спорта. Жена (с 1967 г.) — Инесса Сергеевна Будённая (урожд. Волкова; р. 1943). Развелись в 1972 г.
    - Анастасия Михайловна Будённая (1968—2012) — внучка, жена пресс-секретаря президента РФ Дмитрия Пескова в его первом браке.
      - 6 правнуков

## Мнения современников
Из беседы Константина Симонова с бывшим начальником штаба Юго-Западного направления генерал-полковником Александром Покровским:
Будённый — человек очень своеобразный. Это настоящий самородок, человек с народным умом, со здравым смыслом. У него была способность быстро схватывать обстановку. Он сам не предлагал решений, сам не разбирался в обстановке так, чтобы предложить решение, но когда ему докладывали, предлагали те или иные решения, программу, ту или иную, действий, он, во-первых, быстро схватывал обстановку и, во-вторых, как правило, поддерживал наиболее рациональные решения. Причём делал это с достаточной решимостью.
В частности, надо отдать ему должное, что когда ему была доложена обстановка, сложившаяся в Киевском мешке, и когда он разобрался в ней, оценил её, то предложение, которое было сделано ему штабом, чтобы поставить вопрос перед Ставкой об отходе из Киевского мешка, он принял сразу же и написал соответствующую телеграмму Сталину. Сделал это решительно, хотя последствия такого поступка могли быть опасными и грозными для него.

Так оно и вышло! Именно за эту телеграмму он был снят с командующего Юго-Западным направлением, и вместо него был назначен Тимошенко.

## Образ Будённого в искусстве

### Образ в художественной литературе
- Толстой А. Н. Хождение по мукам. Книга 3-я: Хмурое утро
- Бабель И. Э. Конармия: Сб. рассказов
- Листовский А. П. Конармия
- Бондарь А. В. Чёрные мстители
- Бляхин П. А. Красные дьяволята
- Пантелеев Л. Пакет
- Шолохов М. А. Тихий Дон
- Петров Д. М. (Бирюк). Юг в огне: Роман. — М.: Военное издательство, 1988.

### Киновоплощения
- Константин Давидовский («Красные дьяволята», 1923)
- Василий Бауков («Детство маршала», 1938 — фильм был утерян, но в 1965 году вышла его неполная версия под названием «А крепость была неприступная»)
- Александр Хвыля («Первая Конная», 1941, «Оборона Царицына», 1942, «Клятва», 1946)
- Лев Свердлин («Олеко Дундич», 1958, «Неуловимые мстители», 1966)
- Станислав Франио (Бесстрашный атаман, 1973 — о детстве Будённого)
- Пётр Тимофеев (Хождение по мукам, 1977)
- Леонид Бакштаев (Маршал революции, 1978)
- Вадим Спиридонов (Первая Конная, 1984; Оглашению не подлежит, 1987)
- Пётр Глебов (Битва за Москву, 1985)
- Алексей Булдаков (Утомлённые солнцем 2, 2010)
- Александр Самойлов (Тухачевский. Заговор маршала, 2010 ; Волк, 2020)
- Виктор Смирнов (Сын отца народов, 2013)
- Сергей Валиев (Жуков, 2011) — в титрах не указан.
- Александр Суворов (Страна Советов. Забытые вожди, 2016)
- Александр Нехороших (Власик. Тень Сталина, 2017)
- Максим Лагашкин (Ростов (телесериал), 2018)

### В музыке
Образ С. М. Будённого как одного из наиболее известных и успешных красных военачальников Гражданской войны встречается во многих советских песнях:
- Марш Будённого. Музыка: Даниил Покрасс и Дмитрий Покрасс. Слова: Анатолий Д’Актиль (Анатолий Френкель). 1920 г.
- Конная Будённого. Музыка: Александр Давиденко. Слова: Николай Асеев. 1929 г.
- Песня о Будённом. Музыка: Леонид Бакалов. Слова: Глеб Акулов. 1938 г.

## Награды и признание

### Воинские чины и звания
- Рядовой — 1903
- Младший унтер-офицер — 05.1908
- Старший унтер-офицер — 09.1908

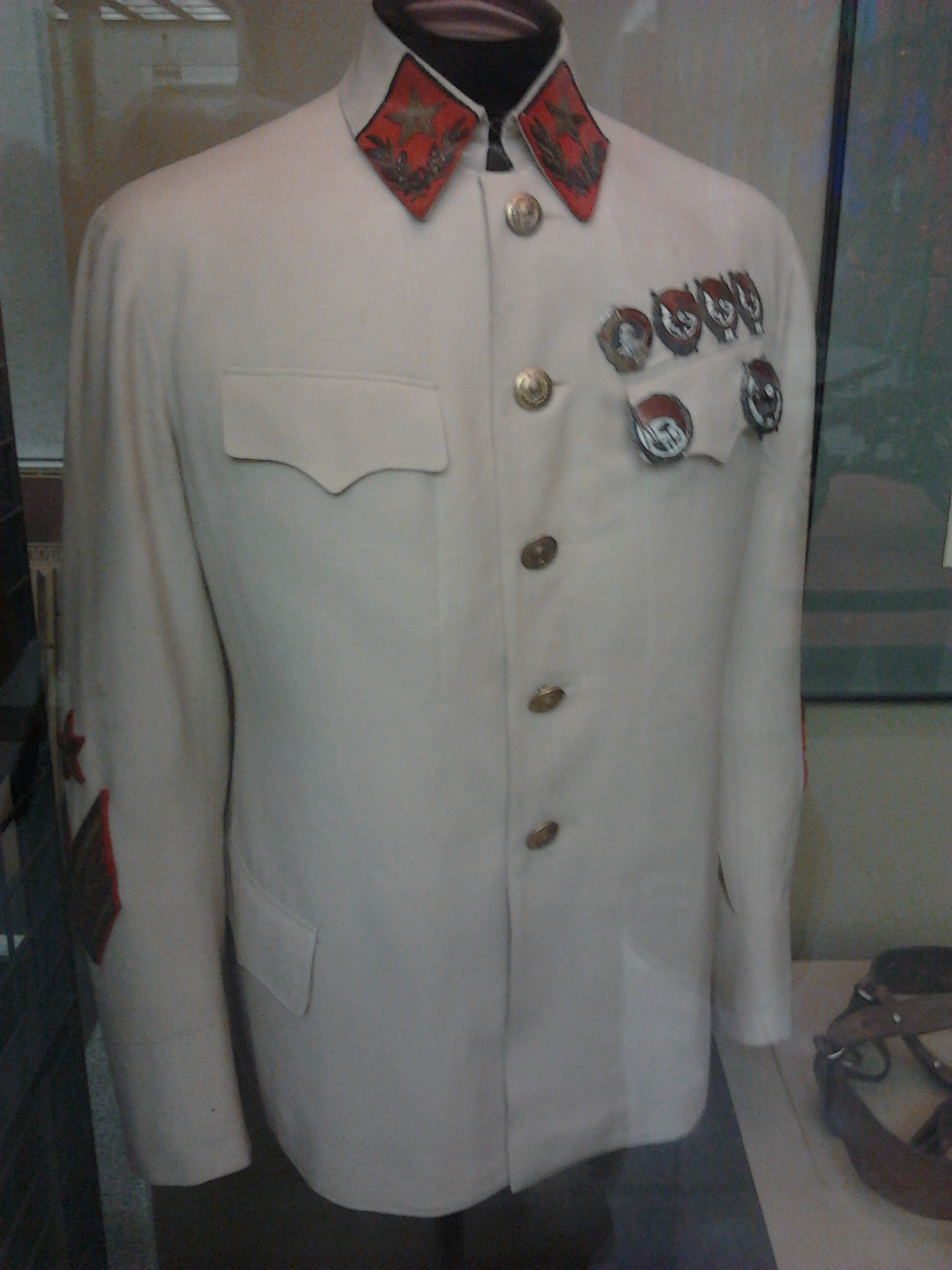
Китель маршала Советского Союза С. М. Будённого

- Маршал Советского Союза — 20.11.1935[g]

### Почётные звания
- Почётный гражданин Волгограда, Ростова-на-Дону, Серпухова.

### Награды
Награды Российской империи

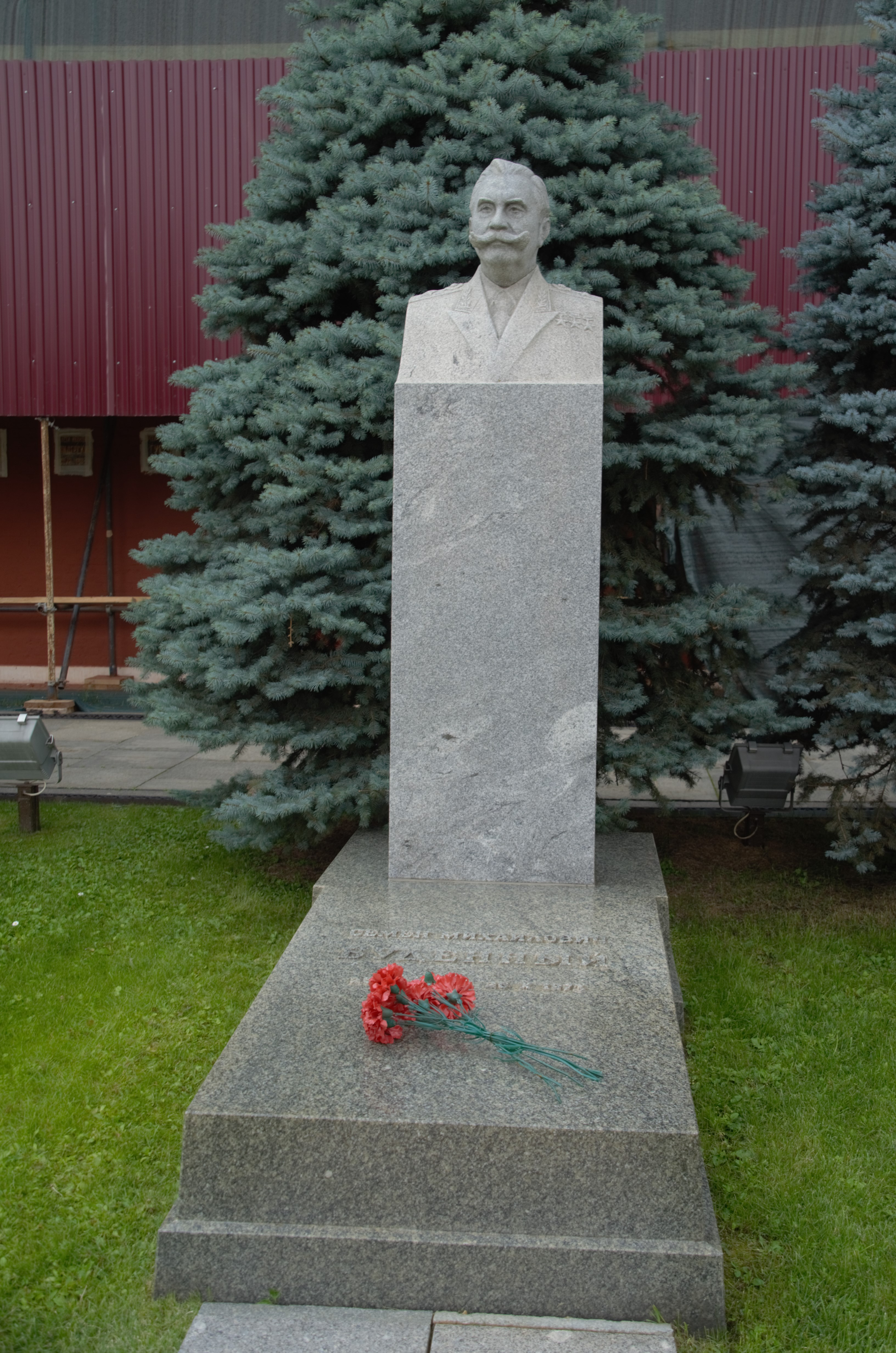
Могила С. М. Будённого в некрополе у Кремлёвской стены. 2016 г.

- Георгиевский крест I степени (март 1916) — документальных подтверждений нет
- Георгиевский крест II степени (февраль 1916) — документальных подтверждений нет
- Георгиевский крест III степени № 203480 — Будённый Семён Михайлович. 18 драг. Северский Короля Датского Христиана IX полк, 5 сотня, ст. унтер-офицер. За боевые отличия.
- Георгиевский крест IV степени (1916) № 643701 — Будённый Семён Михайлович. 18 драг. Северский Короля Датского Христиана IX полк, 5 сотня, ст. унтер-офицер. Награждён Командиром корпуса Генерал-лейтенантом Баратовым за отличие в бою 21.05.1916, когда при отходе обходной колонны, отдельная застава под его командованием была выслана на высоту и окружена турками, он пробился через цепь и присоединился к эскадрону.
- Георгиевская медаль I степени
- Георгиевская медаль II степени
- Георгиевская медаль III степени
- Георгиевская медаль IV степени

Георгиевские кресты, полученные во время Первой мировой войны, Будённый хранил и носил на отдельном кителе.
Награды СССР

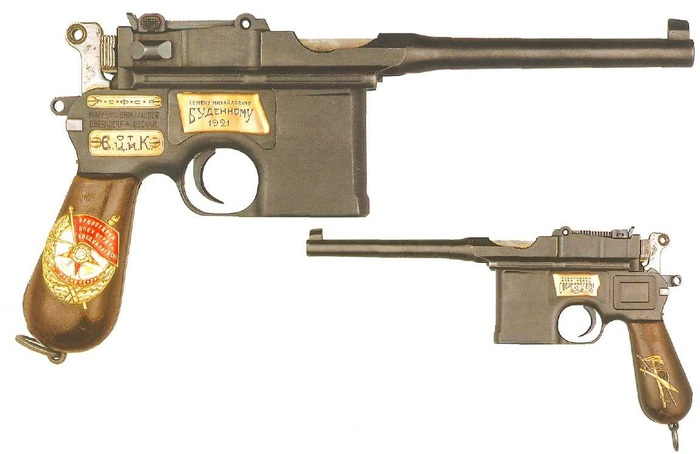
Наградной маузер С. Будённого

- Медаль «Золотая Звезда» Героя Советского Союза (№ 10827, 01.02.1958)
- Медаль «Золотая Звезда» Дважды Героя Советского Союза (№ 45, 24.04.1963)
- Медаль «Золотая Звезда» Трижды Героя Советского Союза (№ 4, 22.02.1968)[50]
- Восемь орденов Ленина (23.02.1935[h], 17.11.1939[i], 24.04.1943[j], 21.02.1945[k], 24.04.1953[l], 01.02.1963[m], 22.02.1968[n], 24.04.1973)
- Шесть орденов Красного Знамени (№ 34 от 29.03.1919[51][52], № 390/2 от 13.03.1923[52], № 100/3 от 22.02.1930[52], № 42/4 от 8.01.1941, № 2/5 от 3.11.1944, № 299579 от 24.06.1948)
- Орден Суворова I степени (№ 123 от 22.02.1944)
- Орден Красного Знамени Азербайджанской ССР (29.11.1923[53], утверждён 2.04.1929[52])
- Орден Трудового Красного Знамени Узбекской ССР (19.01.1930)
- Почётное революционное оружие (два вида):
  - шашка с орденом Красного Знамени на ней (2.04.1929)[52]
  - пистолет «Маузер» с орденом Красного Знамени на нём (26.01.1921)[52]
- Почётное оружие с золотым изображением Государственного герба СССР
- Юбилейная медаль «За воинскую доблесть. В ознаменование 100-летия со дня рождения Владимира Ильича Ленина»
- Медаль «За оборону Москвы»
- Медаль «За оборону Кавказа»
- Медаль «За оборону Одессы»
- Медаль «За оборону Севастополя»
- Медаль «За победу над Германией в Великой Отечественной войне 1941—1945 гг.»
- Юбилейная медаль «Двадцать лет Победы в Великой Отечественной войне 1941—1945 гг.»
- Медаль «В память 800-летия Москвы»
- Медаль «В память 250-летия Ленинграда»
- Юбилейная медаль «XX лет Рабоче-Крестьянской Красной Армии»
- Юбилейная медаль «30 лет Советской Армии и Флота»
- Юбилейная медаль «40 лет Вооружённых Сил СССР»
- Юбилейная медаль «50 лет Вооружённых Сил СССР»
- В Военной академии связи хранится именной пистолет системы Воеводина, подаренный С. М. Будённому.

Награды иностранных государств
- Орден Возрождения Польши III класса (Польша, 6.10.1973)
- Два ордена Сухэ-Батора (МНР, 20.03.1961, 24.04.1973)
- Орден Красного Знамени (МНР, 20.07.1936)
- Медаль «50 лет Монгольской Народной Революции» (МНР, 1970)
- Медаль «50 лет Монгольской Народной Армии» (МНР, 1970)
- Медаль «Дружба» (МНР, 1967)
- Медаль «Китайско-советская дружба» (КНР)

## Увековечение памяти
Памятники:

Бюст Будённого в Ростове-на-Дону

- Статуя на площади Будённого в городе Донецке.
- Бюст на могиле у Кремлёвской стены.
- Бронзовый бюст в Ростове-на-Дону[54].
- Бюст в Будённовске на проспекте Будённого и барельеф на фасаде городского вокзала.
- Бюст на площади в селе Великомихайловка (Белгородская область).

Мемориальные доски:
- На здании бывшего штаба МВО (Космодамианская набережная, дом 24 строение 1/53[55].
- На здании бывшей Военной академии РККА имени М. В. Фрунзе, где Семён Будённый учился в 1930—1932 годах (ныне здание ВУНЦ Сухопутных войск «Общевойсковая ордена Жукова академия Вооружённых сил Российской Федерации» (2023)[56].

Населённые пункты:
- Город Будённовск Ставропольского края (в 1799—1921 годах Святой Крест, в 1921—1935 и 1957—1973 годах Прикумск).
- Посёлок Конезавод имени Будённого Сальского района Ростовской области.
- Посёлок совхоза «Будённовец» Дмитровский район, Московская область.
- Станица Будённовская в Ростовской области.
- Село Будённовка в Пензенской области.
- Село Будённовка в Акмолинской области.
- Село Будённовка в Костанайской области.
- Деревня Будёновка в Хакасии.
- Деревня Будённовский в Башкортостане.
- Хутор Будённовский в Волгоградской области.
- Село Кажымукан в Акмолинской области до 1992 года носило название Будённое[57].

Городские районы:
- Посёлок Будённый в городе Кинешме.
- Районы в городах Донецк, Старый Оскол.
- Посёлок имени Будённого в Воронеже.

Памятная табличка в Ростове-на-Дону

Проспекты: в Будённовске, Москве, Новочеркасске, Ростове-на-Дону, Санкт-Петербурге.
Бульвар: в Тольятти (бульвар Будённого).
Улицы: в Абакане, Аксае, Алма-Ате, Архангельске, Ахтубинске, Белгороде, Берестине, Бишкеке, Бресте, Витебске, Волгограде, Дзержинске, Глазове, Гомеле, Гродно, Екатеринбурге, Изобильном, Камышине, Керчи, Кокшетау, Краснодаре, Липецке, Луганске, Минске, Одинцове, Петрозаводске, Райчихинске, Сальске, Сергокале, Симферополе, Серафимовиче, Серпухове, Тамбове, Твери, Туле, Тюмени (мкр. Антипино), Элисте.
Переулок: в Пролетарске Ростовской области (Будённовский переулок).
Транспортные средства:
- «Маршал Будённый», бронепоезд.
- Нефтерудовоз «Маршал Будённый», входивший в состав флота НМП.
- Четырёхпалубный теплоход проекта 92-016 — «Семён Будённый», на 300 мест, плавающий по реке Волге.

Прочее:
- Будённовская порода верхово-упряжных лошадей изначально для армии, ныне — для спорта.
- Народом назван суконный шлем красноармейца — будёновка.
- Летом 1929 года в Воронеже на улице Плехановской было построено новое кирпичное здание Воронежского цирка на 3000 мест[58]. Цирк получил имя Семёна Будённого.
- Военная академия связи имени Маршала Советского Союза С. М. Будённого в Санкт-Петербурге.
- Новочеркасский электровозостроительный завод (с 1939 по 1995 год носил имя С. М. Будённого).
- Арзамасская войлочная фабрика имени С. М. Будённого.
- Шахта № 21 имени Будённого (Торез).
- Будённовское кладбище в Воронеже.
- Тамбовский ипподром имени С. М. Будённого.
- Мыс Будённовский на острове Сахалин[59].
- Мыс Будённого (Карское море, Северная Земля, остров Пионер, мыс открыт и нанесён на карту в 1931 году экспедицией Ушакова—Урванцева, тогда же было присвоено название мысу)[59].

Музеи:
- Музей имени С. М. Буденного.
- Дача-музей С. М. Будённого.
- Дом-музей С. М. Будённого.

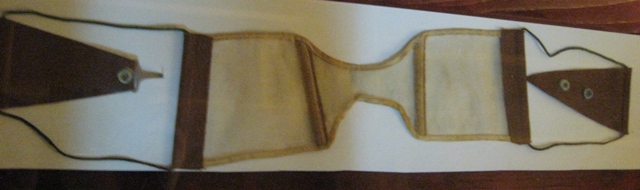
Наусник Семёна Будённого

- В музее Первой конной армии хранится наусник Семёна Будённого, подаренный музею в 1979 году.
- Экспозиция в Белорусском государственном музее истории Великой Отечественной войны[60].

В филателии

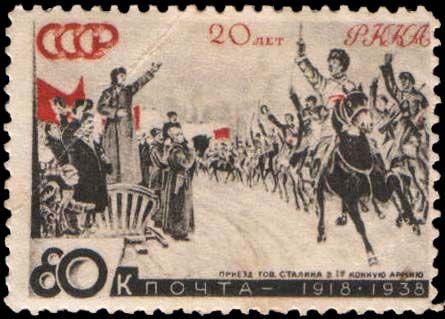
Приезд тов. Сталина в 1-ю Конную армию. Почтовая марка СССР по картине М.А. Авилова. Слева И.В. Сталин, справа от него, внизу, стоят С.М. Будённый, К.Е. Ворошилов, за ними вдали, в чёрной бурке, на коне О.И. Городовиков.
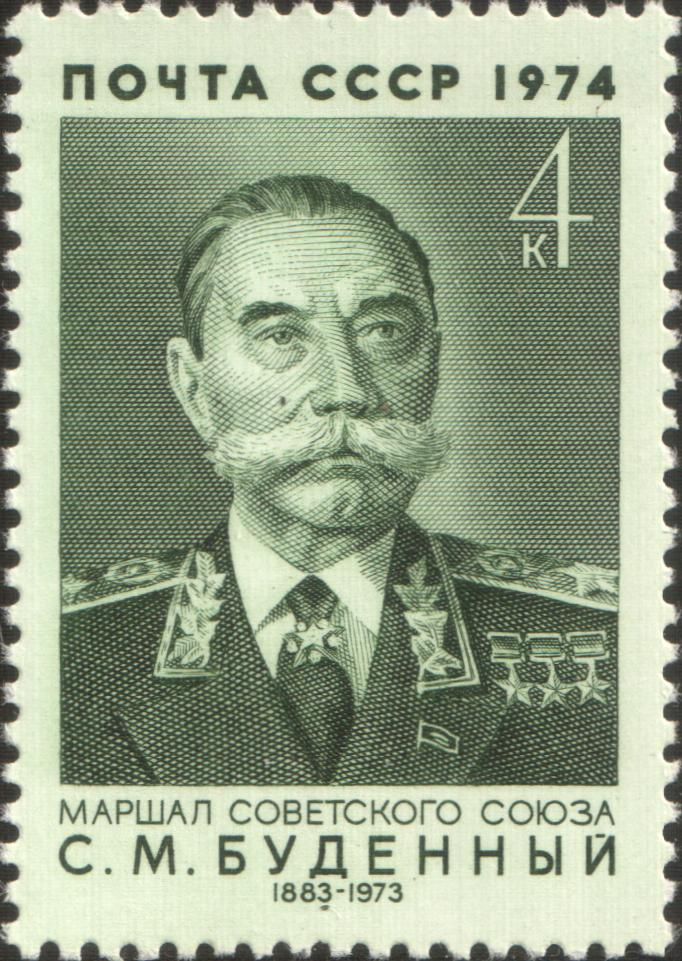
Маршал Советского Союза Семён Михайлович Будённый Марка СССР, 1974 год
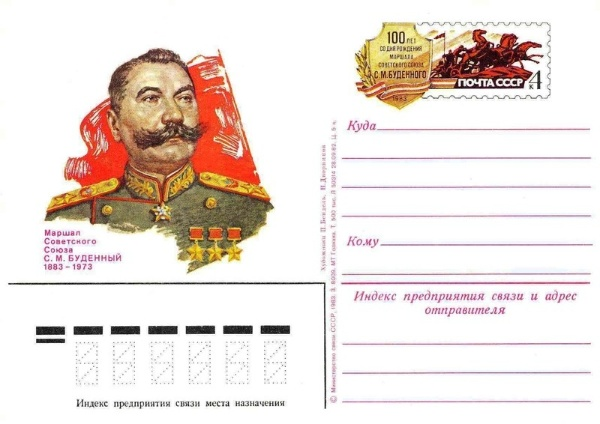
Почтовый конверт СССР, 1984 год

## Сочинения
- Конница в мировой войне // Военный вестник. — 1924. — № 28. — С. 53—57.
- Красная конница: Сб. ст. — М.; Л.: Госиздат. Отд. воен. лит., 1930.
- Основы тактики конных соединений. — М., 1938.
- Первая конная на Дону. — Ростов н/Д, 1969.
- Пройденный путь. — М., 1959—1973. Кн. 1—3.
- Сталин и армия. — М., 1959.
- Встречи с Ильичом. — 2-е изд. — М., 1972.
- (редакция) Книга о лошади: в 5 т. — М., 1952—1959.

### Комментарии
1. ↑  Через год после рождения С. М. Будённого, в 1884 году, Калмыцкий округ был упразднён Архивная копия от 12 февраля 2023 на Wayback Machine и станица Платовская передана в состав вновь образованного Сальского округа. Во многих публикациях это породило ошибочное указание места рождения в Сальском округе. Ныне хутор не существует, он находился между хуторами Миронов и Новосадковский Мартыновского района Ростовской области
2. ↑  В том же полку в это же время служил в чине ротмистра А. С. Карницкий, который во время польско-советской войны командовал 8-й кавалерийской бригадой польской армии, неоднократно принимавшей участие в боях против 1-й Конной, в том числе в неудачной для последней битве при Комарове
3. ↑  Гражданская война в казачьих местностях вылилась в борьбу между казаками и иногородними за право владения землей[13]. Будённый, как иногородний, автоматически принял сторону последних.
4. ↑  Поражение Западного фронта было тяжелейшим. Точные потери неизвестны, но даже по самым заниженным оценкам в ходе Варшавского сражения погибли 25 тысяч красноармейцев, 60 тысяч попали в польский плен и 45 тысяч были интернированы немцами. Несколько тысяч человек пропали без вести. Помимо людей, фронт потерял 231 орудие, 1023 пулемёта, несколько тысяч лошадей, 10 тысяч подвод с амуницией, 200 полевых кухонь и огромное количество автомобилей (включая и бронемашины)[21]. Варшавское сражение, названное «Чудом на Висле», было включено британскими исследователями в список 18 наиболее выдающихся переломных битв в мировой истории[22]. В годовщину битвы (31 августа) в Польше отмечается День польской кавалерии[пол.]
5. ↑  Эти события были описаны в мемуарной книге «Конармия» Исака Бабеля, служившего в Первой Конной в качестве военного корреспондента и политработника. Книга вызвала гнев Будённого. В 1940-м году Бабель был расстрелян и до смерти Сталина его книги в СССР не публиковались.
6. ↑  По непроверенным данным, была сделана попытка ареста Будённого на даче. Попытка была отбита адъютантами маршала с помощью пулеметного огня. Наутро Будённый сообщил о нападении Сталину по телефону: «Иосиф, контрреволюция! Меня пришли арестовывать! Живым не сдамся!» После чего Сталин дал команду оставить Будённого в покое[28]. Дочь Будённого Нина заявила, что такого события не было, а также заявила, что Будённый якобы «вытащил из лагеря Рокоссовского» и что «не подписал ни одного расстрельного списка»[29].
7. ↑  Постановление СНК СССР № 24/2520 от 20.11.1935 г.
8. ↑  Знак ордена № 881.
9. ↑  Знак ордена № 2376, к 20-летию Первой конной армии.
10. ↑  Знак ордена № 13136.
11. ↑  Знак ордена № 24441.
12. ↑  Знак ордена № 257292 — «в связи с 70-летием со дня рождения и отмечая выдающиеся заслуги перед Советским государством».
13. ↑  Знак ордена № 348750.
14. ↑  Знак ордена № 371649.